# Sloanea lepida
Sloanea lepida là một loài thực vật thuộc họ Elaeocarpaceae. Đây là loài đặc hữu của New Caledonia.